# Harrysmithia heterophylla
Harrysmithia heterophylla là một loài thực vật có hoa trong họ Hoa tán. Loài này được H. Wolff mô tả khoa học đầu tiên năm 1926.